# Days of Oblivion
 (décembre 2013).
Days of Oblivion est un jeu vidéo de type érotique développé par Toygardens Media et sorti en 1996 sur PC. Une suite, Days of Oblivion II : Frozen Eternity, est sortie en 2000.

## Histoire
En 2144, les pôles Nord et Sud ont fondu et les terriens vivent désormais dans des villes recouvertes d'eau. La ville où se déroule l'aventure se nomme Twin Town. Le personnage principal se réveille avec un nouveau corps et ne peut se rappeler sa précédente vie. Il devra découvrir qui il était et pourquoi il est mort.

## Système de jeu
Days of Oblivion est similaire à Phantasmagoria en termes de gameplay. Quand une scène spéciale a lieu, le jeu diffuse une courte vidéo.

## Réception
Le jeu obtient une note de 12 sur 100 chez PC Player. (Version allemande) 